# Oxycanus aedesima
Oxycanus aedesima är en fjärilsart som beskrevs av Turner 1929. Oxycanus aedesima ingår i släktet Oxycanus och familjen rotfjärilar. Inga underarter finns listade i Catalogue of Life.